# Paul Hildgartner
Paul Hildgartner (n. 8 iunie 1952, Chienes, Trentino-Tirolul de Sud, Italia) este un sănier ce a reprezentat Italia, medaliat olimpic. A participat la 5 ediții ale Jocurilor Olimpice (1972, 1976, 1980, 1984, 1988) în care a câștigat o medalie de aur și o medalie de argint.